# Coelinidea albimana
Coelinidea albimana är en stekelart som först beskrevs av Vollenhoven 1873.  Coelinidea albimana ingår i släktet Coelinidea och familjen bracksteklar. Inga underarter finns listade i Catalogue of Life.